# Distretto di Šarkaŭščyna
Il distretto di Šarkaŭščyna (in bielorusso Шаркаўшчы́нскі раён?) è un distretto (raën) della Bielorussia appartenente alla regione di Vicebsk.